# تيلوسيات
تيلوسيات (الاسم العلمي: Telluria) هي جنس من البكتيريا، سلبية الغرام، تتبع فصيلة الجرثوميات حامضية.